# Taodian (sockenhuvudort i Kina, Hubei Sheng, lat 30,54, long 114,97)
Taodian är en sockenhuvudort i Kina. Den ligger i provinsen Hubei, i den centrala delen av landet, omkring 65 kilometer öster om provinshuvudstaden Wuhan. Antalet invånare är 19 654. Befolkningen består av 9 596 kvinnor och 10 058 män. Barn under 15 år utgör 13,0 %, vuxna 15-64 år 73 %, och äldre över 65 år 13,0 %.
Runt Taodian är det tätbefolkat, med 735 invånare per kvadratkilometer. Närmaste större samhälle är Huanggang, 13,4 km sydväst om Taodian. Trakten runt Taodian består till största delen av jordbruksmark.
Genomsnittlig årsnederbörd är 1 963 millimeter. Den regnigaste månaden är maj, med i genomsnitt 276 mm nederbörd, och den torraste är januari, med 55 mm nederbörd.